# Alexander Pointner
Alexander Pointner (* 1. Jänner 1971 in Grieskirchen, Oberösterreich) ist ein ehemaliger österreichischer Skispringer und war bis zum 11. April 2014 Cheftrainer der österreichischen Skisprung-Nationalmannschaft. In dieser Position war er der erfolgreichste Trainer sowohl in der Geschichte des Österreichischen Skiverbandes (ÖSV) als auch in jener des Skispringens.

## Leben

### Sportliche Laufbahn
Alexander Pointner erhielt seine sportliche Ausbildung im Schigymnasium Stams beim späteren ÖSV-Cheftrainer Alois Lipburger und Anton Innauer, seinem Mentor bis in die Gegenwart. Seine internationale Karriere begann vielversprechend. Bei zwei Junioren-Weltmeisterschaften, 1989 in Vang und 1990 in Štrbské Pleso, sprang er im Team jeweils zu Gold. Im Weltcup konnte Alexander Pointner die in ihn gesteckten Hoffnungen nie erfüllen. Während seine Teamkollegen wie Andreas Goldberger, Heinz Kuttin und Martin Höllwarth zu den Aushängeschildern der ÖSV-Adler in seiner aktiven Zeit zählten, blieb Alexander Pointner ein Weltcup-Sieg und eine Teilnahme an Großveranstaltungen verwehrt. Beste Platzierung im Weltcup war ein neunter Platz. Seine aktive Karriere beendete Alexander Pointner, der sich 1993 bei einem Trainingssprung in Stams schwer verletzte (Oberschenkelbruch), 1997 beim Skifliegen am Kulm. Zuvor gewann er bei der Winter-Universiade 1997 im südkoreanischen Muju von der Großschanze die Silbermedaille.

### Trainertätigkeit
Schon während seiner aktiven Zeit als Sportler schlug Alexander Pointner den Weg zur Trainer-Karriere ein. 1992 schloss er die Ausbildung zum Skisprung-Lehrwart ab, 1998 die staatliche Sprunglauf-Trainerprüfung.
Seine Tätigkeit als Trainer nahm er 1995 beim Tiroler Skiverband auf. Dort war Alexander Pointner ab 1996 der erste hauptamtliche Trainer im Skispringen. 1999 wechselte er zum Österreichischen Skiverband als Co-Trainer des damaligen Cheftrainers Alois Lipburger, bis dieser 2001 bei einem Verkehrsunfall tödlich verunglückte. Von 2001 bis 2002 hatte er dasselbe Amt unter Anton Innauer inne. Danach wurde er bis 2004 hauptverantwortlicher Coach der ÖSV-Trainingsgruppe II (damalige Bezeichnung: B-Kader-Trainer). Zur Saison 2004/05 beförderte Anton Innauer, der von 1993 bis März 2010 Nordischer Direktor des ÖSV war, Alexander Pointner zum Cheftrainer der österreichischen Nationalmannschaft. Das Team um Thomas Morgenstern, Gregor Schlierenzauer, Wolfgang Loitzl, Andreas Kofler und Martin Koch konnte zahlreiche Erfolge im Weltcup, bei Olympischen Spielen, Weltmeisterschaften und der Vierschanzentournee feiern, sodass Pointner heute mit 32 Medaillen bei Großereignissen, davon 17 aus Gold, vier Weltcupgesamtsiegen sowie sechs Siegen in Serie bei der Vierschanzentournee als erfolgreichster Trainer der Skisprunggeschichte und der Geschichte des ÖSV gilt. Nach der Saison 2013/14 wurde Pointners Vertrag nicht verlängert, er wurde von Heinz Kuttin abgelöst. Von 2015 bis 2017 betreute Pointner den bulgarischen Springer Wladimir Sografski.

### Privates
Seit 1995 ist Alexander Pointner mit der ehemaligen Volleyballerin und Erziehungswissenschaftlerin Angela Pointner verheiratet, mit der er vier Kinder hat. Von 1995 bis 2005 wohnte das Ehepaar in Kematen in Tirol, danach zog die Familie Pointner zurück nach Innsbruck. Am 17. Dezember 2015 starb Pointners 17-jährige Tochter, nachdem diese nach einem Suizidversuch am 5. November 2014 über ein Jahr im Wachkoma gelegen hatte. 2015 veröffentlichte Angela Pointner den Fantasy-Roman Phie und die Hadeswurzel. 2017 folgte Phie und das Gedächtnis der Steine.
Im Frühjahr 2023 nahm er gemeinsam mit der Profitänzerin Manuela Stöckl in der 15. Staffel der ORF-Tanzshow Dancing Stars teil. Er erreichte das Finale und belegte den dritten Platz.

## Trainer-Erfolge

### Weltcup

#### Gesamtweltcup
- 2007/08: Sieg durch Thomas Morgenstern und zweiter Platz durch Gregor Schlierenzauer
- 2008/09: Sieg durch Gregor Schlierenzauer mit dem Punkterekord von 2083 Zählern und dritter Platz durch Wolfgang Loitzl
- 2009/10: Zweiter Platz durch Gregor Schlierenzauer und dritter Platz durch Thomas Morgenstern
- 2010/11: Sieg durch Thomas Morgenstern
- 2011/12: Zweiter Platz durch Gregor Schlierenzauer und dritter Platz durch Andreas Kofler
- 2012/13: Sieg durch Gregor Schlierenzauer

#### Skiflugweltcup
- 2008/09: Sieg durch Gregor Schlierenzauer
- 2009/10: Zweiter Platz durch Gregor Schlierenzauer
- 2010/11: Sieg durch Gregor Schlierenzauer, zweiter Platz durch Martin Koch und dritter Platz durch Thomas Morgenstern
- 2011/12: Zweiter Platz durch Martin Koch
- 2012/13: Sieg durch Gregor Schlierenzauer
- 2013/14: Dritter Platz durch Gregor Schlierenzauer

#### Nationenwertung
- Sieger 2004/05, 2005/06, 2006/07, 2007/08, 2008/09, 2009/10, 2010/11 mit dem Punkterekord von 7508 Zählern, 2011/12 und 2013/14

#### Weltcupsiege
- 99 Siege in Weltcup-Einzelbewerben, davon
52 Siege durch Gregor Schlierenzauer,
22 Siege durch Thomas Morgenstern,
12 Siege durch Andreas Kofler,
5 Siege durch Martin Koch,
4 Siege durch Wolfgang Loitzl,
2 Siege durch Thomas Diethart
1 Sieg durch Andreas Widhölzl,
1 Sieg durch Martin Höllwarth,
- 19 Siege in Weltcup-Mannschaftsbewerben

#### Vierschanzentournee
- 2004/05: Zweiter Platz durch Martin Höllwarth und dritter Platz durch Thomas Morgenstern
- 2006/07: Zweiter Platz durch Gregor Schlierenzauer
- 2007/08: Zweiter Platz durch Thomas Morgenstern
- 2008/09: Sieg durch Wolfgang Loitzl und dritter Platz durch Gregor Schlierenzauer
- 2009/10: Sieg durch Andreas Kofler und dritter Platz durch Wolfgang Loitzl
- 2010/11: Sieg durch Thomas Morgenstern
- 2011/12: Sieg durch Gregor Schlierenzauer, zweiter Platz durch Thomas Morgenstern und dritter Platz durch Andreas Kofler
- 2012/13: Sieg durch Gregor Schlierenzauer
- 2013/14: Sieg durch Thomas Diethart und zweiter Platz durch Thomas Morgenstern
Rekord mit sechs Siegen in Serie

#### Nordic Tournament
- 2006: Sieg durch Thomas Morgenstern
- 2008: Sieg durch Gregor Schlierenzauer
- 2009: Sieg durch Gregor Schlierenzauer

#### FIS-Team-Tour
- Sieger 2010, 2011 und 2012

### Großveranstaltungen
- von 2005 bis 2014 32 Medaillen bei Großveranstaltungen, davon 17 aus Gold

#### Olympische Spiele
- Turin 2006:
Großschanze: Gold durch Thomas Morgenstern und Silber durch Andreas Kofler
Mannschaft: Gold durch Martin Koch, Andreas Kofler, Thomas Morgenstern und Andreas Widhölzl

- Vancouver 2010:
Mannschaft: Gold durch Andreas Kofler, Wolfgang Loitzl Thomas Morgenstern und Gregor Schlierenzauer mit dem Rekordvorsprung von 72,1 Punkten
Normalschanze: Bronze durch Gregor Schlierenzauer
Großschanze: Bronze durch Gregor Schlierenzauer

- Sotschi 2014:
Mannschaft: Silber durch Michael Hayböck, Thomas Morgenstern, Thomas Diethart und Gregor Schlierenzauer

#### Nordische Skiweltmeisterschaften
- Oberstdorf 2005:
Mannschaft Normalschanze: Gold durch Wolfgang Loitzl, Andreas Widhölzl, Thomas Morgenstern und Martin Höllwarth
Mannschaft Großschanze: Gold durch Wolfgang Loitzl, Andreas Widhölzl, Thomas Morgenstern und Martin Höllwarth

- Sapporo 2007:
Mannschaft: Gold durch Wolfgang Loitzl, Gregor Schlierenzauer, Andreas Kofler und Thomas Morgenstern
Normalschanze: Bronze durch Thomas Morgenstern

- Liberec 2009:
Normalschanze: Gold durch Wolfgang Loitzl und Silber durch Gregor Schlierenzauer
Mannschaft: Gold durch Wolfgang Loitzl, Martin Koch, Thomas Morgenstern und Gregor Schlierenzauer

- Oslo 2011:
Normalschanze: Gold durch Thomas Morgenstern und Silber durch Andreas Kofler
Großschanze: Gold durch Gregor Schlierenzauer und Silber durch Thomas Morgenstern
Mannschaft Normalschanze: Gold durch Gregor Schlierenzauer, Martin Koch, Andreas Kofler und Thomas Morgenstern
Mannschaft Großschanze: Gold durch Gregor Schlierenzauer, Martin Koch, Andreas Kofler und Thomas Morgenstern
Rekord mit Siegen in allen vier Disziplinen und dem Gewinn von sechs von acht möglichen Medaillen

- Val di Fiemme 2013:
Mannschaft: Gold durch Wolfgang Loitzl, Manuel Fettner, Thomas Morgenstern und Gregor Schlierenzauer
Normalschanze: Silber durch Gregor Schlierenzauer
Mixed-Mannschaft: Silber u. a. durch Thomas Morgenstern und Gregor Schlierenzauer

#### Skiflug-Weltmeisterschaften
- Kulm 2006:
Einzel: Silber durch Andreas Widhölzl und Bronze durch Thomas Morgenstern

- Oberstdorf 2008:
Einzel: Gold durch Gregor Schlierenzauer und Silber durch Martin Koch
Mannschaft: Gold durch Martin Koch, Thomas Morgenstern, Andreas Kofler und Gregor Schlierenzauer

- Planica 2010:
Mannschaft: Gold durch Wolfgang Loitzl, Thomas Morgenstern, Martin Koch und Gregor Schlierenzauer mit dem Rekordvorsprung von 99,1 Punkten
Einzel: Silber durch Gregor Schlierenzauer

- Vikersund 2012:
Mannschaft: Gold durch Thomas Morgenstern, Andreas Kofler, Gregor Schlierenzauer und Martin Koch
Einzel: Bronze durch Martin Koch

## Auszeichnungen
- Österreichs Sportler des Jahres: Thomas Morgenstern 2008 und 2011 sowie Wolfgang Loitzl 2009
- Österreichs Mannschaft des Jahres: 2005, 2008, 2009, 2011 und 2012
- Österreichs Trainer des Jahres 2009

## Publikationen
- Mut zum Absprung: So entstehen Höhenflüge (mit Angela Pointner). Seifert Verlag 2014, ISBN 978-3-902924-33-9.
- Mut zur Klarheit – Woher die Kraft zum Weitermachen kommt (mit Angela Pointner). Seifert Verlag 2017, ISBN 978-3-902924-69-8.